# 入来院定極
入来院 定極（いりきいん さだよし）は、江戸時代末期の薩摩藩士。薩摩入来領主、入来院氏28代当主。

## 生涯
文政5年（1822年）10月28日、入来院定経の長男として生まれる。天保7年（1837年）父の隠居により、家督を相続し入来領主となる。弘化2年（1845年）領内巡検を行う藩主・島津斉興を入来にて迎える。弘化4年（1847年）孝明天皇即位式の御礼使として上京。
安政元年（1854年）藩主・島津斉彬に、領内の苛政を咎められ蟄居。家臣に切腹など処分が下った。島津柄山の三男公寛を養子に迎え家督を譲る。
明治30年（1897年）3月27日没。